# Cupe vampe
Cupe vampe è un brano del Consorzio Suonatori Indipendenti, pubblicato nel gennaio 1996.

## Descrizione
Anni di guerra feroce sulle rive del mare Adriatico, morti, feriti, orrore. Anni di viltà, di disinteresse o di alti interessi, di un qualche tornaconto anche enorme.»
(Giovanni Lindo Ferretti, Booklet dell'album Linea Gotica)
La canzone è dedicata al rogo della Biblioteca Nazionale di Sarajevo e all'assedio della città durante la guerra civile jugoslava del 1992.

## Formazione
- Giovanni Lindo Ferretti - voce
- Giorgio Canali - violino
- Francesco Magnelli - tastiere
- Massimo Zamboni - chitarra
- Gianni Maroccolo - chitarra acustica